# Джонсон, Тиффани
Тиффани Тамара Джонсон (англ. Tiffani Tamara Johnson; род. 27 декабря 1975 года, Шарлотт, Северная Каролина) — американская профессиональная баскетболистка, выступавшая в женской национальной баскетбольной ассоциации. На драфте ВНБА 1998 года она не была выбрана ни одной из команд, однако ещё до начала очередного сезона ВНБА заключила договор с клубом «Сакраменто Монархс». Играла на позиции центровой.

## Ранние годы
Тиффани Джонсон родилась 27 декабря 1975 года в городе Шарлотт (штат Северная Каролина), а училась она там же в средней школе Гаринджер, в которой выступала за местную баскетбольную команду.